# Rhabdophis swinhonis
Rhabdophis swinhonis — вид змій родини вужеві (Colubridae). Вид є ендеміком Тайваню. Названий на честь британського натураліста та зоолога Роберта Свайно.